# Яким ти мене хочеш
«Яким ти мене хочеш» («Come mi vuoi») — італійська кінокомедія 1996 року, знята режисером Карміне Аморосо на студії «TRIO Cinema e Televisione».

## Сюжет
Зворушлива історія кохання трансвестита Доменіко та поліцейського Паскуале. Дезідерія здається дівчиною досить старомодною. Вона романтична, влюблива, довірлива, завжди намагається зробити якнайкраще, навіть тоді, коли ледь знайомий хлопець залишає її без коштів. Але це не лякає Дезидерію, вона зовсім інша проблема: Господь помилково вклав її ніжну жіночу душу в грубе чоловіче тіло. Якось під час облави Паскуале наздоганяє довгоногу красуню брюнетку і впізнає в ній свого старого шкільного друга Доменіко. Дезідерія втрачає голову від свого однокласника і зізнається, що він розбив її серце. Паскуале розповідає про цю зустріч священикові з їхнього рідного села, який готує його до шлюбу з Нелліною, відданою і люблячою, але меланхолійною та занудною дівчиною. Батько Мікеле просить Паскуале допомогти Доменіко стати на праведний шлях. Чи міг Мікеле подумати, що Паскуале сам зіб'ється зі шляху? Адже важко встояти, якщо палкий італієць бачить перед собою палку італійку, хай і з чоловічим минулим.

## У ролях
- Енріко Ло Версо — Дезідерія\Доменіко
- Моніка Беллуччі — Нелліна
- Венсан Кассель — Паскуале П'єтроколло, поліцейський
- Владимир Луксурія — роль другого плану
- Франческо Казале — Джойя, подруга Дезідерії
- Урбано Барберіні — Гайя, подружка Дезідерії
- Меме Перліні — Дон Мікеле, святий отець
- Андреа Берардікурті — роль другого плану
- Массімо Булла — Роберто Вітчезаро

## Знімальна група
- Режисер — Карміне Аморосо
- Сценарист — Карміне Аморосо
- Оператор — Раффаеле Мертес
- Композитор — Італо Греко
- Продюсери — Седомір Колар, Мауріціо Тедеско